# Florian Reichmann
Florian Reichmann (* 9. Mai 1957 in Wien) ist ein österreichischer Szenenbildner.

## Leben
Florian Reichmann studierte Architektur an der Technischen Universität Wien. Er ist seit 1982 als freischaffender Szenenbildner tätig. Bei Film- und Fernsehproduktionen arbeitete er außerdem als Art Director und Ausstatter. Ferner wirkte er als Bühnenbildner und Designer. Ein Bürohaus, das er als Teil der ArGe Reichmann, Dreher, Muhrhofer geplant hatte, war Publikumssieger beim Adolf-Loos-Architekturpreis 1993.
Reichmann ist Vorstandsmitglied des Verbands Österreichischer FilmausstatterInnen und der Verwertungsgesellschaft der Filmschaffenden sowie Gründungsmitglied der Akademie des Österreichischen Films.

## Filmografie
Szenenbild
- 1991: Die Flucht
- 1992: Cappuccino Melange

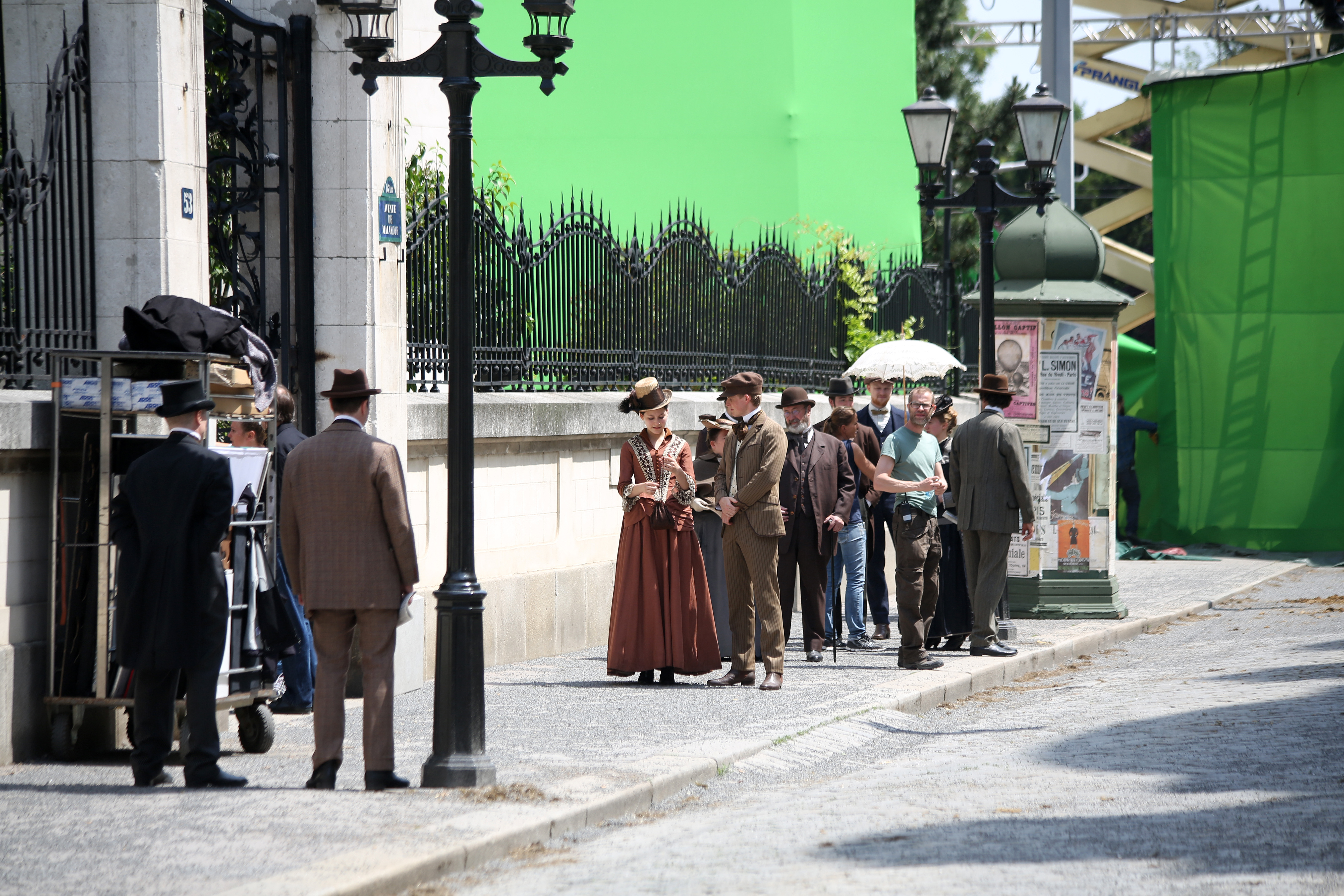
Dreharbeiten für den Film Eine Liebe für den Frieden – Bertha von Suttner und Alfred Nobel (2014)

- 1994: Die Knickerbocker-Bande: Das sprechende Grab
- 1995: Before Sunrise
- 1995: El Chicko – der Verdacht
- 1995: Geschäfte
- 1996: Der See
- 1997: Fröhlich geschieden
- 1997–2002: Medicopter 117 – Jedes Leben zählt
- 2002: Poppitz
- 2005: Ein Paradies für Tiere
- 2006: Kronprinz Rudolfs letzte Liebe
- 2006: Und ich lieb Dich doch!
- 2007: Der Bulle von Tölz: Wiener Brut
- 2008: La Bohème
- 2008: Das jüngste Gericht
- 2009: Ich, Don Giovanni (abgebrochen)
- 2010: Seine Mutter und ich
- 2010: Tatort: Operation Hiob
- 2011: Der Wettbewerb
- 2012: Vatertag
- 2013: Nicht ohne meinen Enkel
- 2014: Eine Liebe für den Frieden – Bertha von Suttner und Alfred Nobel
- 2015: Die Trapp Familie – Ein Leben für die Musik

Art Direction
- 1993: The Wanderer
- 2010: Oda az igazság
- 2011: Tabu – Es ist die Seele ein Fremdes auf Erden
- 2012: Die Vermessung der Welt
- 2013: Angélique
- 2013: Der Wagner-Clan. Eine Familiengeschichte
- 2015: Mission: Impossible – Rogue Nation

Szenenbild Assistenz
- 1993: Der Fall Lucona
- 1993: Operation Dunarea